# جلوة رقيقة
الجلوة الرقيقة أو المردن الرقيق (باللاتينية: Atractylis delicatula) نوع نباتي يتبع جنس الجلوة من الفصيلة النجمية. سميت نسبة إلى فزان حيث تتواجد.

## الموئل والانتشار
ينتشر في المغرب العربي.